# Picea del Himalaya en plaza de Murillo
El Picea del Himalaya en plaza de Murillo es un ejemplar de Picea smithiana que se encuentra en la Plaza de Murillo, ubicada entre la fachada sur del Museo del Prado y el Real Jardín Botánico. Está incluido en el catálogo de Árboles singulares de la Comunidad de Madrid y forma parte del Paisaje de la Luz, un paisaje cultural que fue declarado Patrimonio de la Humanidad el 25 de julio de 2021.

## Historia
Se calcula que fue plantado en torno a 1790, por lo que su edad actual es de unos 232 años. Está protegido por Decreto de la Comunidad de Madrid desde 1992 y catalogado como árbol singular. Es una especie originaria de una extensa zona en las montañas del Himalaya y alrededores. En Europa se introdujo por primera vez en Escocia en 1818 y desde allí al Continente.
Este ejemplar Está dedicado al botánico británico Edward James Smith (1759-1828), primer presidente de la Sociedad Linneana de Londres, dedicada al fomento de las ciencias naturales y jardinero de Hopetown en Ciudad del Cabo. Se encuentra en la Plaza de Murillo, ubicada entre la fachada sur del Museo del Prado y el Real Jardín Botánico. Cuenta con un jardín central dividido por setos en cuatro zonas, una arboleda y una estatua en el centro, homenaje al pintor sevillano Bartolomé Esteban Murillo. La estatua de bronce fue realizada en el año 1859 por el escultor Sabino Medina y Peñas y el pedestal de piedra es del arquitecto González Pescador.

## Descripción
La Pícea del Himalaya (Picea smithiana) es una conífera de la familia de las pináceas, específicamente al género Picea. Es un árbol que tiene interés por el gran valor ornamental de sus ramas colgantes cuya madera se ha empleado en construcción, ebanistería y producción de papel. Adquiere su mayor prestancia situándolo aisladamente. Tiene una copa cónica con ramas igualadas y usualmente ramillas colgantes. Este ejemplar tiene una altura de unos 22 m. y una circunferencia media de 1,85 m.
Picea procede del vocablo latino pix, brea, nombre dado por los romanos a un pino que producía esta sustancia. Las gotas de resina que rezuman las piñas jóvenes o la corteza, se asemejan a la miel y se denominan morinda, que en un dialecto del Himalaya significa miel de flores o gota de néctar, por eso también se la conoce como Picea Morinda. El nombre común se basa en su denominación genérica y alude a su origen  geográfico.